# Ostrobótnia
A Ostrobótnia (finlandês: Pohjanmaa, sueco: Österbotten) é uma  região da Finlândia localizada na província de Finlândia Ocidental. Sua capital é a cidade de Vaasa.

## Municípios
A região da Ostrobótnia está dividida em 17 municípios (nome em sueco e população em 31 de agosto de 2006 entre parênteses):
| 1. Isokyrö (5048) 2. Jakobstad* (Pietarsaari) (19 588) 3. Kaskinen* (Kaskö) (1490) 4. Korsholm (Mustasaari) (17 601) 5. Korsnäs (2218) 6. Kristinestad* (Kristiinankaupunki) (7585) 7. Kronoby (Kruunupyy) (6732) 8. Laihia (7648) 9. Larsmo (4465) 10. Malax (Maalahti) (5538) 11. Närpes* (9460) 12. Nykarleby* (Uusikaarlepyy) (7405) 13. Pedersöre (Pedersören kunta) (10 622) 14. Vaasa* (Vasa) (57 414) 15. Vörå (Vöyri) (4513) | Municípios da Ostrobótnia |

Nota:* Municípios com status de cidade.